# マードックからの最後の手紙
マードックからの最後の手紙（マードックからのさいごのてがみ）とは、樽屋雅徳作曲の吹奏楽曲である。
この曲は、タイタニック号に乗船していた一等航海士のウィリアム・マクマスター・マードックとタイタニック号沈没事故をモチーフにした曲である。
この楽曲は、2009年に出版された「通常版」、2011年に花咲徳栄高等学校の委嘱により改訂された「特別版」、2015年に通常版の編成を縮小した「小編成版」、2021年の全日本吹奏楽コンクールで玉名女子高等学校によって初演された「2021年版」がある。

## 各版の説明

### 通常版（2009年出版）
2009年5月に出版された原典版。土気シビックウインドオーケストラの委嘱で作曲された。初演は、土気シビックウインドオーケストラVol.13「メキシコの祭り/ヴィジョンズ・オブ・ライト」で収録されたものが初演となる。

### 特別版（2011年出版）
2010年、花咲徳栄高等学校吹奏楽部の委嘱により改訂。コンクール自由曲にて演奏された。当初、出版の予定はなかったものの、コンクールの演奏を聞いた人からの反響が大きく、2011年2月に出版された。通常版との大きな違いは、ハープのパートが追加され、中間の速い部分が加筆修正された。

### 小編成版（2015年出版）
2009年の通常版から、小編成用に作曲者が自ら編み直した。通常版と小編成版の構成の違いはなく、編成のみがコンパクトになっている。

### 2021年版（2022年出版）
玉名女子高等学校吹奏楽部の委嘱により加筆された改訂版。2021年の全日本吹奏楽コンクールにて初演された。エンディングが2パターンあり、通常版と同じパターンと新しく作曲された［Ending B］パターンに差し替えての演奏が可能。［Ending B］パターンは、2022年2月の精華女子高等学校第38回定期演奏会にて初演された。

## 曲の構成
Adagio ♩=50 
バスクラリネットなどの木管低音による空虚五度、そのなかへしっとりと流れ込むクラリネットの穏やかな歌い出しによって、曲は幕を開ける。 
トライアングルの一打を経て、旋律はフルートやオーボエをはじめとする高音楽器を加えてより厚みを増していき、バリトンサックスらのオブリガードとともに海への賛歌を歌い上げる。 
やがて、リタルダンドの緩まりを挟んだ曲はテンポをほんの少しだけ巻き上げ（♩=60）、トランペットをはじめとする高音域の金管楽器やサックス、ホルンらの中音域のフレーズが、これから始まるであろう航海に向けて大きな期待を寄せていく。 
第2主題
Piu mosso ♩.=112　8分の6拍子 
北大西洋を渡り、ニューヨークを目指して航海を続けるタイタニック号の船上での出来事を、一枚一枚の「手紙」のように綴（つづ）っていく。 
タンバリンによって提示されるリズムとともに曲調はがらりと変化し、装飾音符を効かせた木管楽器とボーラン（アイルランドの打楽器）によって、軽快な北欧系の民族舞踊風のメロディが奏でられていく。ホルンらによる力強いオブリガードも流れ込んでさらなる盛り上がりを見せると、ピッコロなどの木管楽器が橋渡しを行いながら次第に静かな雰囲気へと切り替わっていく。 
♩=72の穏やかなテンポの上で、ファゴットとバスクラリネットのユニゾン、オーボエやクラリネットをはじめとする木管楽器群がワルツ調のフレーズを歌い継ぎ、豪華客船の優雅な航海の様子を描きながら緩やかに終息を見せていく。 
Adagio ♩=60 
静まった雰囲気のなか、ホルンとアルトサックスのフレーズが柔らかく響き渡り、その余韻をたどるようにクラリネットが暖かみのある中音域で旋律を紡いでいく。 
やがて旋律はピアノの伴奏を伴ったフルートのソロに移り、家族への気遣いや航海の安全を祈るマードックの優しさが垣間見えるような美しい調べを響かせていく。 
シップスベルが打ち鳴らされ、航海が順調に進んでいくように思われていたその矢先、不穏と危難の兆候が終息の和音のなかから顔を覗かせる。 
第3主題
Allegro ♩=144　4分の4拍子 
金管楽器の不協和音とトランペットの激しいメロディにより、突然のアクシデントの発生と混迷する船内の様子を描く。 
静寂を打ち破ったパニックは瞬く間に曲全体を支配し、タムのリズムとシンバルの強打に乗ってアップテンポのメロディが大混乱の様相を呈しながら襲いかかっていく。 
やがて、体制を整えたマードックをはじめとする乗組員は乗客たちの避難誘導を開始し、刻々と迫る沈没へのタイムリミットに駆られる様子を確固としたスネアドラムのリズムとクラリネットの正確無比なフレーズの掛け合い（Poco Meno Mosso　♩=136）によって表していく。 
その流れがタムによる激しいリズムの提示を残していったん途切れると、スネアドラムを引き連れたホルンの力強いフレーズが代わって現れ、徐々に船尾を持ち上げながら沈み始めるタイタニック号の姿を示す。アッチェレランドの指示による目まぐるしい展開で緊張感はピークに達し、最後に残された低音楽器とフルートがタイタニック号の沈没によるすべての終焉（しゅうえん）を暗示する。 
第4主題
♩=60　4分の4拍子 
ピアノのソロによる海の泡の描写、深く暗く沈み込んだムードのなかから、フルート、クラリネット、ホルンらによる静かなフレーズが現れ、タイタニック号の悲劇に立ち会った人々の万感の想いを優しくかつ力強く込めて歌いだす。その時々にオーボエやトランペット、アルトサックスなどのさまざまな楽器のソロを織り交ぜながら歌われるメロディは、去りし人々に対する哀悼（あいとう）、そしてそれを受け入れて前を向こうとする各々の想いの強さを秘めながら盛り上がっていく。 
やがてクレッシェンドとともに冒頭の主題が再現され、高らかに響き渡るファンファーレ、大らかに力強く奏でられるメロディがマードックたちの”最後のメッセージ”を綴っていき、満ちあふれる想いを輝かしく放ちながらエンディングへと突き進んでいく。